# Pherbellia suspecta
Pherbellia suspecta is een vliegensoort uit de familie van de slakkendoders (Sciomyzidae). De wetenschappelijke naam van de soort is voor het eerst geldig gepubliceerd in 1981 door Orth and Steyskal.